# Akil (kommun)
Akil är en kommun i Mexiko.   Den ligger i delstaten Yucatán, i den östra delen av landet, 1 000 km öster om huvudstaden Mexico City. Antalet invånare är 10 363. Arean är 49 kvadratkilometer.
Terrängen i Akil är platt.
Följande samhällen finns i Akil:
- Akil